# Harpactocrates radulifer
Harpactocrates radulifer es una especie de araña araneomorfa del género Harpactocrates, familia Dysderidae. Fue descrita científicamente por Simon en 1914.
Se distribuye por España y Francia. El cuerpo de la hembra mide aproximadamente 11-13 milímetros de longitud. Las patas de esta especie poseen espinas.